# Ma (rijeka)
Rijeka Ma (vijetnamski: Sông Mã, laoski: Nam Ma) je rijeka u Aziji koja izvire u sjeverozapadnom Vijetnamu. Dugačka je 512 km, a teče kroz Vijetnam, Laos te ponovo kroz Vijetnam u kojem utječe u Tonkinški zaljev.
Najznačajnije pritoke rijeke Ma su rijeka Chu, u Laosu Nam Sam, Bưở i Cầu Chày. Sve ove rijeke utječu u Ma u sjeverozapadnom dijelu Vijetnama u provinciji Thanh Hoa.
Ma završava trećom najvećom deltom u Vijetnamu.
Delta rijeke Ma nalazila se u blizini južne granice Vijetnama. Bila je središte Cuu-Chana, južne vijetnamske prefekture kraljevstva Nanyue, tijekom drugog stoljeća pr. Krista.